# 大同酒家
大同酒家（英語：Dai Tung Restaurant），是一間廣東广州的老牌傳統酒家，祖鋪位于越秀区沿江西路西濠口，是一间带有广州特色又具有中西合璧装饰豪华、集饮食娱乐于一店的“老字号”国家特级酒家。大同酒家最初在香港上環創立。“大同”意为世界大同。
廣州大同酒家門前曾有一對聯﹕「大包易賣，大錢難撈，針鼻削鐵，只向微中取利。同父來少，同子來多，簷前滴水，何曾見倒流？」香港大同酒家店內則有區襄甫所書此聯的鏡屏。

## 歷史

### 香港

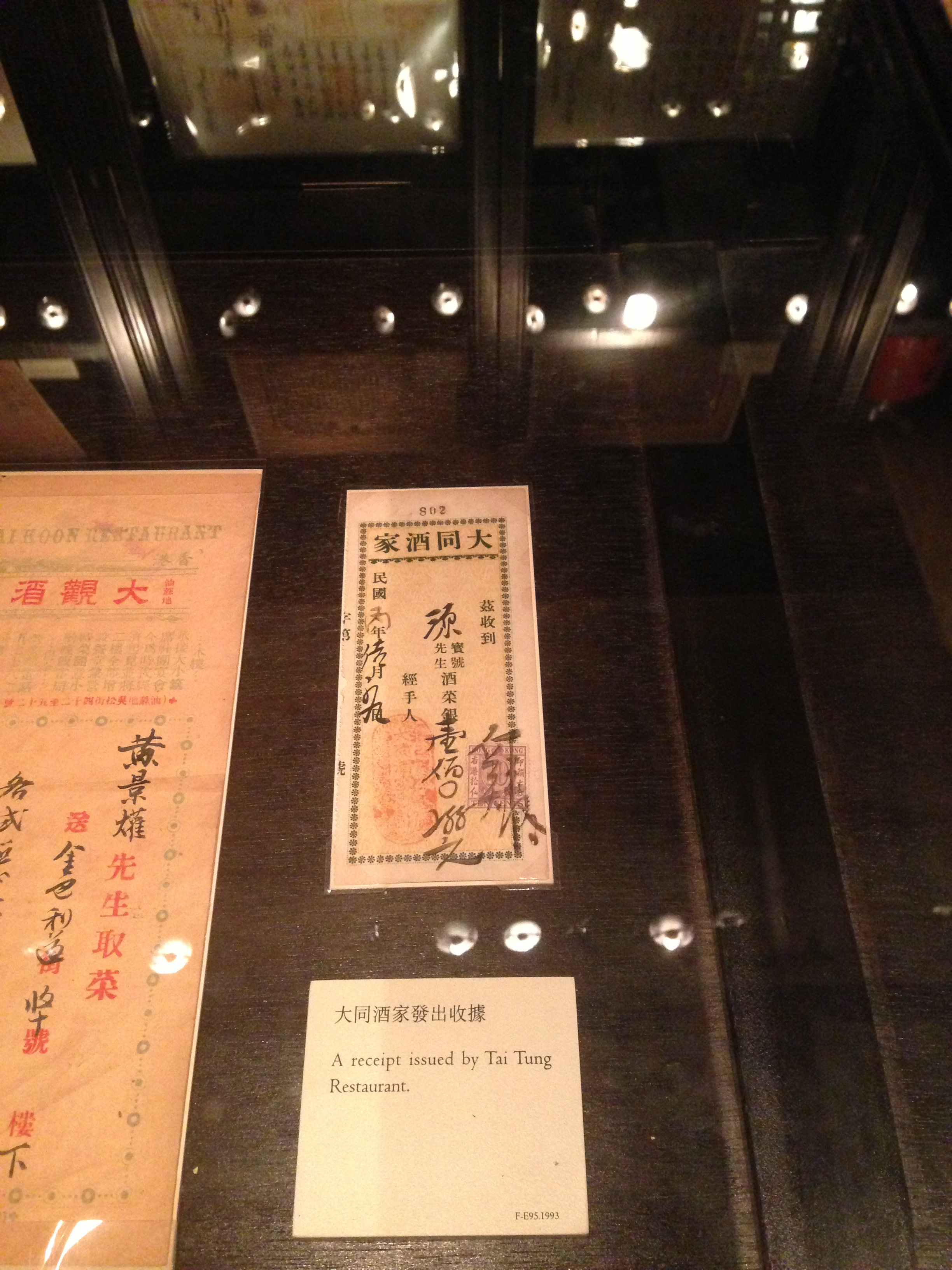
香港大同酒家收據，藏於香港歷史博物館。

香港大同酒家於1925年開業，位於上環德輔道中和文華里交界處（永安中心對面） 。酒家於1959年舉辦過一次滿漢全席。1970年3月24及25日，又舉辦過一次兩日四宴的滿漢席。香港大同目前已結業。

### 廣州

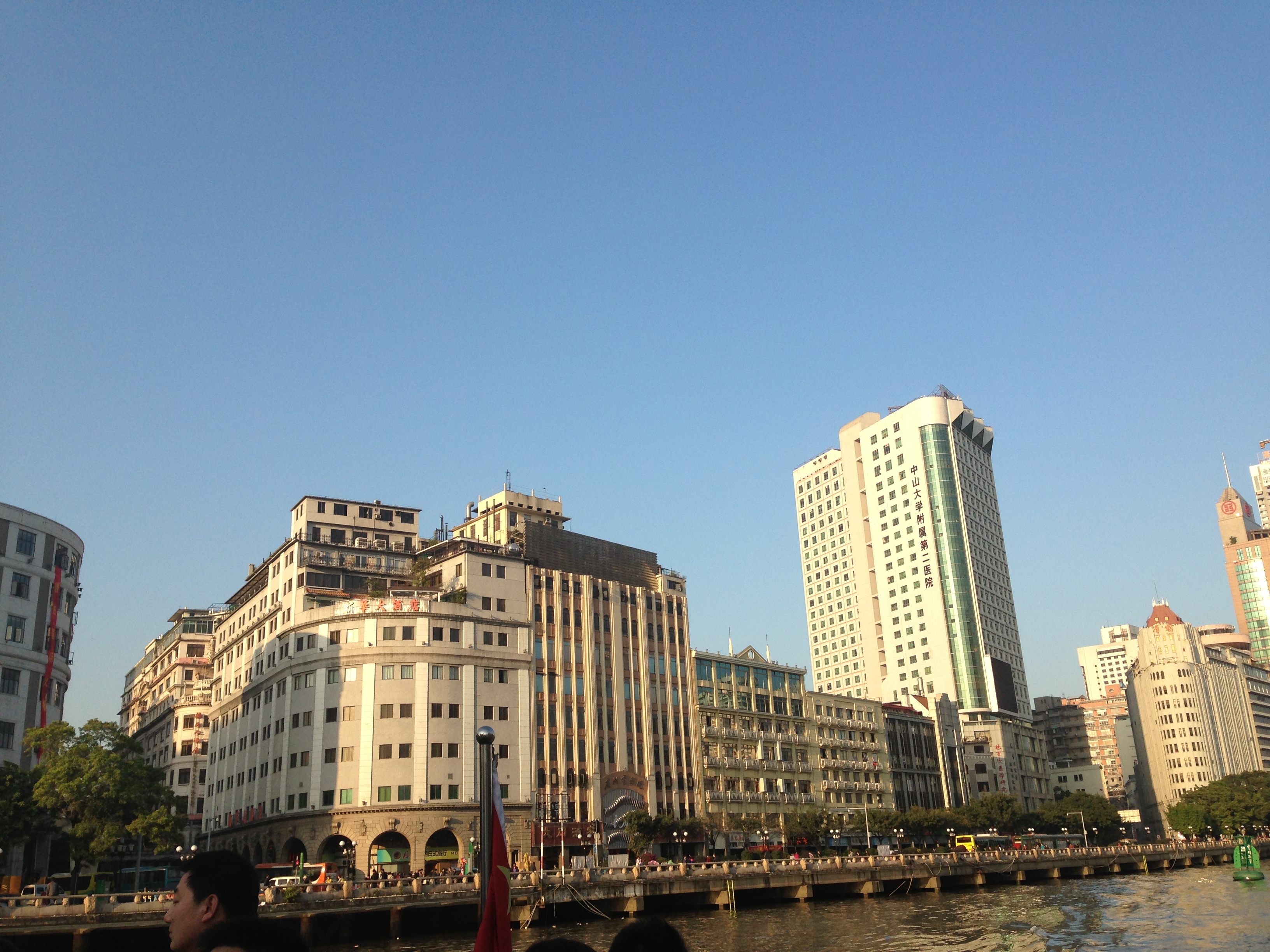
大廈外觀。

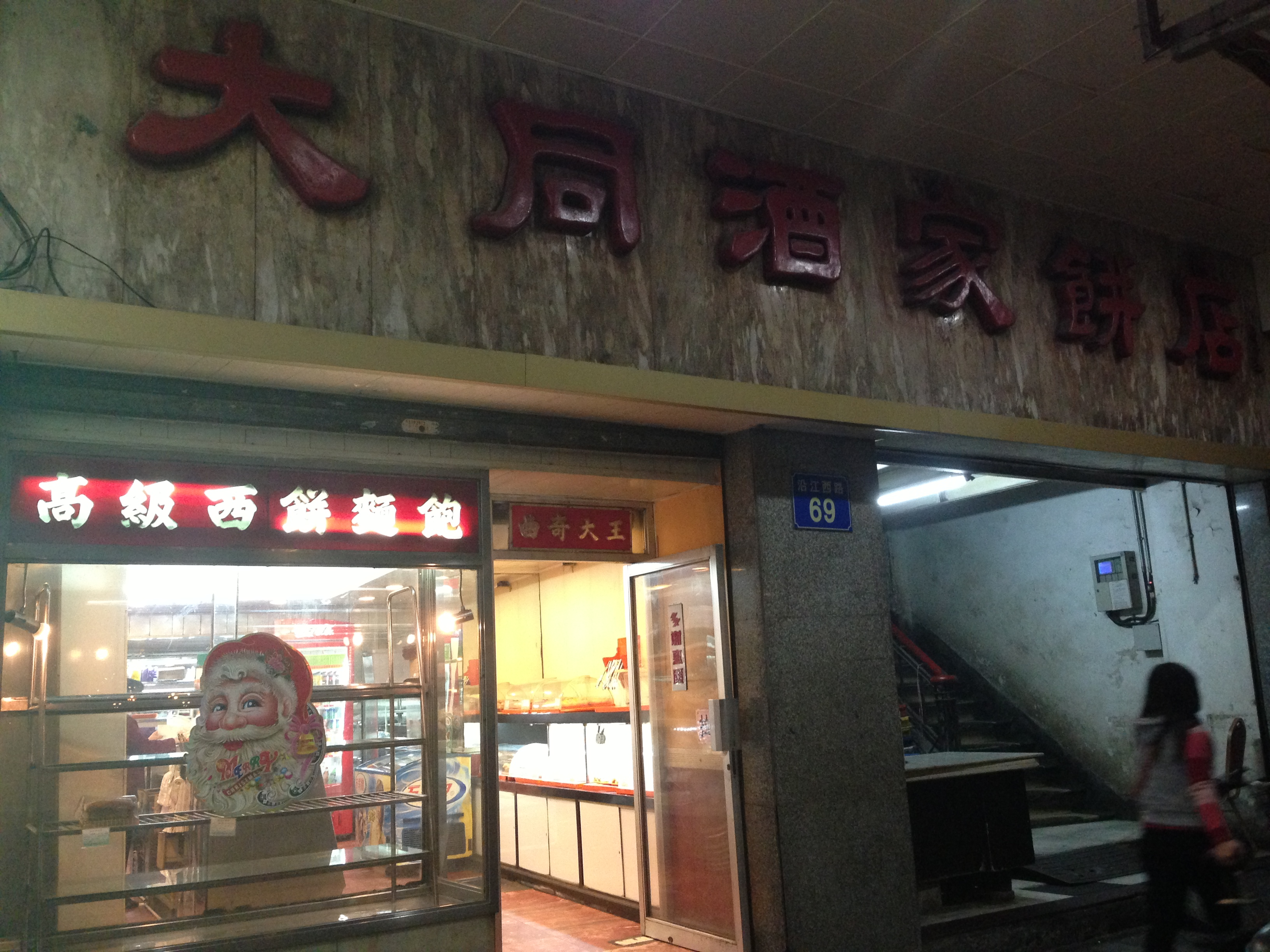
廣州大同餅店。

#### 起步
大同酒家這座樓宇，原屬聯華影業置業公司的物業。據說原設計的樓層高度與愛羣大酒店相等，後因日軍侵占廣州，建至第八層就停工，直到1958年才在頂層上加了九樓和十樓。
1938年日本侵華期間，由日本人中泽亲礼等人开设，原名广州园酒家，经营对象主要是日本军政要人以及一些大企业、大公司的富商巨贾。
1942年因酒家亏损易主，由香港大同酒家老闆冯俭生聯合廣州飲食鉅子李銘、譚傑南、譚煥章、陳伯綺等「買檯」。招牌也改用在香港已負盛名的「大同酒家」招牌。由馮劍生出任總經理，鍾林任司理。由于经营有道，生意非常兴旺。中泽亲礼後來找上門來，揚言「賣檯」不等於舖位長期出租，威脅要收回。馮儉生與他的智囊團開會研究後，決定把若干股份讓其佔有，令廣州大同成了名義上的「官商合辦」。大同酒家與鄰近的長堤大馬路大三元酒家、大公餐廳合稱廣州「三大」酒家。
抗戰勝利後的1946年，大同酒家被當成「敵產」。當時有人向馮儉生建議，向廣東省敵偽產管理局如實申明情況，收回廣州大同。馮儉生說：「秀才遇著兵，有理說不清」，就返回香港經營香港大同酒家了。後來由譚傑南以10.05萬港元高價投得，再集資港幣15萬元，將酒家裝飾一新，仍掛大同酒家招牌。譚傑南自任總經理，譚煥章為司理，羅致穗、港、澳飲食人才，集諸家之長，銳意經營。由於服務周到，禮貌侍應，把「海派」作風移植過來，更有譽滿南粵的名菜美點，如馳名的「大同脆皮雞」、「海南大裙翅」、「金牌燒乳豬」、「紅燒鮑片」等，所以深得軍政顯要、富商巨賈的青睞。中國國民黨及國民政府的高层人士孙科、李宗仁、白崇禧、宋子文、陈立夫、陈果夫、吴铁城、罗卓英等经常为座上客。從1946年初到1949年秋，大同淨賺港幣近百萬元，是當時廣州的獲利最高的酒家。中華民國政府遷都於廣州市期間，廣東省及廣州市政府宴請蔣中正、李宗仁、陳誠等人，也請大同酒家派廚師及服務員到東山的梅花村官邸服務。

#### 共和國後
中共建政前，譚傑南遣散了一部分工人，抽走了一筆資金，調派了一部分工人到香港新光酒家。留下大同酒家的員工僅有20多人，並把原來五層樓的營業面積縮減為兩層樓，且每天只開早茶市，業務清淡。
1949年中华人民共和国建政後，市內經濟蕭條；1955年，在中國共產黨對私營企業大搞「生产资料所有制的社会主义改造」的前一年，大同酒家以歐潤爲資方代表，向當局提出自願「公私合營」，成爲廣州第一間公私合營的食肆。合營後，當局對企業的50多名員工全部作了安排，並由其他酒家調入10多人，企業職工逐漸增加到150多人。而其他大部分百年茶居、茶樓均在1956年代被當局充公後至文化大革命期間消失。文革期間，門前對聯被毀，店名被改爲「新風飯店」。文革後重寫懸於酒家三樓。
大同酒家也成了接待各国共产党政要的地方，如周恩来在这里宴请苏联最高苏维埃主席团主席伏罗希洛夫，朝鲜内阁首相金日成，越南政府总理范文同，印尼共产党总书记迪帕·努桑塔拉·艾地等。中国共产党中央委员会主席毛泽东到广州视察时，大同酒家派出厨师任烹调。每年的春季广交会期间，大同酒家也成为各国贵宾的重要接待场所。
1984年8月，廣州市飲食服務公司與香港富茂有限公司協商，達成了合作經營大同酒家的協議。協議由港方投資2200萬港元，對大同酒家進行全面裝修。翌年11月，大同酒家正式複業。1987年大同酒家引進了先進的技術設備，開設了高級餅屋，以自助形式供應高級西餅、曲奇餅、各式麵包以及鮮忌廉花蛋糕，開業後營業額躍增。
1997年11月，大同酒家全面結束與香港合作12年的經營，轉回「國有企業」。收歸國有後，時值廣州當局正大搞政績工程「三年一中變」，酒樓門前馬路被封路兩年，生意開始轉壞。2002年大同轉制，幾經周折找來幾個香港老闆承包，於是由香港獨資一路至今，維持著這個老字號，不至於像鄰近的國有老字號般倒閉收場。
2001年3月，广州市人民政府授予广州“中华老字号”牌匾。大同的「晚爐蛋撻」同樣受到好評。
2016年11月30日，酒家在總店門口貼出通告指由於企业经营不善，资金断裂，定于2016年12月1日停业并且进行财产清算。
2018年8月12日，酒家易址天河中信廣場2樓重開，未知原址發展計劃。

## 出品
大同酒家早期有點心大師羅坤、譚鳴；烹飪大師殷耀、龐溢、何明；燒臘師梁冠。他們製作的娥姐粉果、薄皮鮮蝦餃、蟹黃幹蒸燒賣等傳統點心，大同脆皮雞、金牌燒乳豬、百花鮮島等菜肴，名噪廣州飲食市場。在1950年代，大同脆皮雞、娥姐粉果等第一批名菜美點曾被中國商業部飲食服務司所編《中國名菜譜》收錄。
1950年年代後，後起的名廚師王光、麥炳，名點心師徐麗卿等各有建樹。合作經營時期的大同還推出過南洋焗蟹煲、生煎琵琶豆腐、 醬爆田雞、香滑麻蓉包等品。傳統美點還有碧玉千層酥、麻香鴛鴦塊、嶺南香荔果、百花牛肉脯、酥皮雞蛋撻、起士拉皮卷等。
酒家的化皮燒乳豬（金牌）最為稱著，其以10斤左右小豬，配五香鹽、豆醬、汾酒、麻醬等八味醃制，入味後，炭爐燒烤，燒時旺火，不斷塗油，並針錘敲打，食時片皮上席，並以千層餅相配，被稱為廣州同款菜式的極品。

## 英文名稱
從中華民國創始至1949年，廣州大同一直使用傳統的粤式郵政式拼音，與香港大同一致。廣州酒家在充公後就被改成漢語拼音，與很多國有企業的做法相同。改革開放後由香港公司經營又被其改回粵音至今。

## 外部連結
- 大同老号别具一格 （页面存档备份，存于）
- 谁知大同大不同 （页面存档备份，存于）